# باوزر
باوزر (انگلیسی: Bowser) یک شخصیت بازی ویدئویی و ضدقهرمان اصلی بازی ماریو شرکت نینتندو است. باوزر قدرتمندترین لاک‌پشت، از اولین بازی ماریو، برادران سوپر ماریو حضور داشته‌است.